# (6514) Torahiko
(6514) Torahiko (1987 WY) – planetoida z pasa głównego asteroid okrążająca Słońce w ciągu 4 lat i 86 dni w średniej odległości 2,62 j.a. Została odkryta 25 listopada 1987 roku w Geisei przez Tsutomu Seki. Nazwa planetoidy pochodzi od Torahiko Terady, japońskiego fizyka.